# Кривцов, Дмитрий Иванович
Дмитрий Иванович Кривцов (род. 1985, Первомайск) — украинский профессиональный велогонщик, мастер спорта Украины международного класса.

## Биография
Дмитрий Кривцов родился 3 апреля 1985 года в городе Первомайске, Николаевская область. Старший брат Дмитрия — Юрий, также профессиональный велогонщик.
Занятия велоспортом начал в 1993 году в Первомайской ДЮСШ у заслуженного тренера Украины Виктора Тофана. Впоследствии переехал в Донецк, где продолжил обучение под руководством Николая Мирзы.
В 2007 году включён в профессиональную команду, созданную под эгидой ИСД. В 2009—2010 годах выступал в про-континентальной команде ISD (ISD-Neri). С 2011 года — велогонщик украинско-итальянской команды Lampre–ISD.
В составе сборной команды Украины принимал участие в международных соревнованиях в Италии, Франции, Турции, Норвегии, России, Словении. Участник международных велогонок Гент — Вевельгем, Тур Фландрии, Париж — Рубэ и других.
В 2012 году в составе национальной сборной Украины принимал участие в ХХХ летних Олимпийських играх в Лондоне.